# Gmina zbiorowa Sachsenhagen
Gmina zbiorowa Sachsenhagen (niem. Samtgemeinde Sachsenhagen) – gmina zbiorowa położona w niemieckim kraju związkowym Dolna Saksonia, w powiecie Schaumburg. Siedziba gminy zbiorowej znajduje się w mieście Sachsenhagen.

## Podział administracyjny
Do gminy zbiorowej Sachsenhagen należą cztery gminy, w tym jedno miasto (niem. Stadt) oraz jedno miasto (niem. Flecken):
1. Auhagen
2. Hagenburg
3. Sachsenhagen
4. Wölpinghausen